# Vlag van Stekene
De vlag van Stekene werd door de gemeenteraad op 7 maart 1985 officieel vastgesteld als de gemeentelijke vlag van de Oost-Vlaamse gemeente Stekene. Op 2 september 1985 werd hij door het Bestuur van Vlaanderen bevestigd en uiteindelijk gepubliceerd op 8 juli 1986 in het officiële Belgisch Staatsblad.
Officieel wordt de vlag beschreven als:
Blauw met een geel verkort latwerk van zes stukken, beneden horizontaal uitlopend tot de broekzijde en tot de vluchtzijde.
Het gele latwerk is de abstracte weergave van de gemeentevlag. De vlasnijverheid speelde vroeger een belangrijke rol in de deelgemeenten binnen de gemeente. In de gemeentevlag wordt het symbool van de vlasstruik aangewend om Stekene, Kemzeke en Klein-Sinaai samen te vlechten tot de nieuwe fusiegemeente. De gemeenschappen, die naar elkaar toegroeide, vormen een tent die veiligheid en geborgenheid biedt voor de Stekenaars. De kleuren van de vlag zijn afkomstig uit het gemeentewapen.

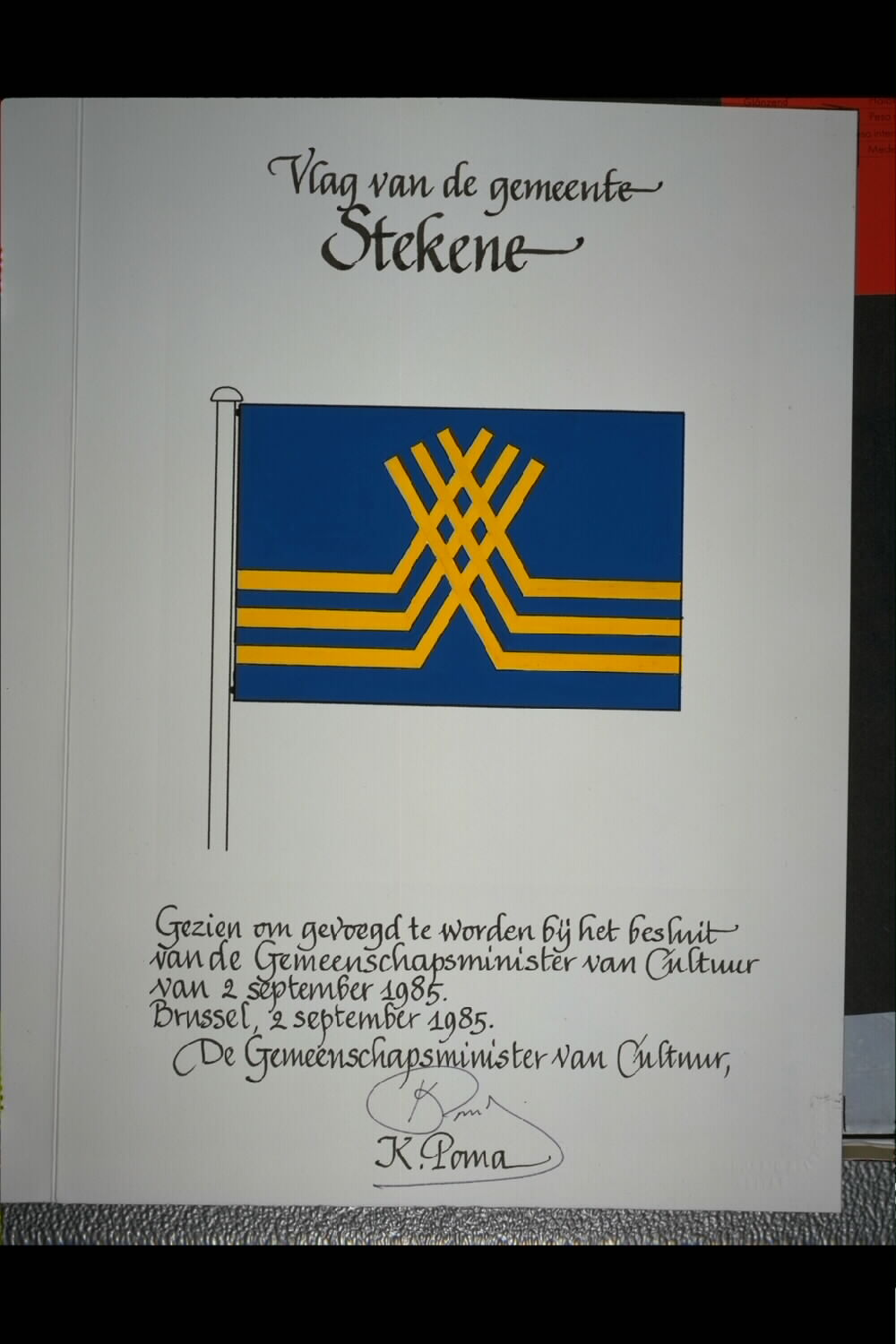
Ontwerp vlag getekend door Karel Poma